# Liste des évêques d'Albacete
Liste des évêques d'Albacete :
- Arturo Tabera Araoz (premier évêque du diocèse d'Albacete, nommé le 13 mai 1950 - 23 juillet 1968. Nommé archevêque de Pampelune et Tudela)
- Ireneo García Alonso (7 décembre 1968 - 4 août 1980. A renoncé)
- Victorio Oliver Domingo (27 mai 1981 - 22 février 1996. nommé évêque de Orihuela-Alicante)
- Francisco Cases Andreu (26 juin 1996 - 26 novembre 2005. Nommé évêque des Canaries)
- Ciriaco Benavente Mateos (16 octobre 2006 - 25 septembre 2018, retiré).
- Ángel Fernández Collado (25 septembre 2018 - 9 avril 2024)
- Ángel Román Idígoras (depuis le 6 mars 2025)